# Pseudopentaria mesopotamica
Pseudopentaria mesopotamica is een keversoort uit de familie bloemspartelkevers (Scraptiidae). De wetenschappelijke naam van de soort is voor het eerst geldig gepubliceerd in 1923 door Blair.